# (8048) Andrle
(8048) Andrle (1995 DB1) – planetoida z pasa głównego asteroid okrążająca Słońce w ciągu 5,21 lat w średniej odległości 3,01 au. Odkryta 22 lutego 1995 roku.